# 琵琶湖鰁
琵琶湖鰁（学名：Sarcocheilichthys biwaensis）为輻鰭魚綱鯉形目鲤科鳈属的其中一種，該物種分布於日本琵琶湖，為特有種，被IUCN3.1評級為瀕危，體長可達20公分。

## 扩展阅读
維基物種上的相關：琵琶湖鰁